# Zastava Južne Afrike
Zastava Južnoafričke Republike usvojena je 27. travnja 1994., uvođenjem demokratske vlade.
Sastoji se od crvene i plave boje razdvojene zelenom u obliku slova Y. Y pravi istostranični crni trokut sa žutim rubovima. Središnji dio zelenoga Y uovičen je bijelom bojom.
Nema službene simbolike. Postoji tvrdnja da je Y unija, plavo nebo i ocean, zelene farme i priroda, žuti resursi s naglaskom na zlato, crna boja negroidi, a bijela europeidi. Uz to, crvena, žuta i zelena su panafričke boje.
Crvena i plava nalaze se i na zastavama Nizozemske i Ujedinjenog Kraljevstva.

## Vanjske poveznice
- Flags of the World